# Казино Ватра Дорней
Казино Ватра Дорней (рум. Cazinoul din Vatra Dornei) — здание, построенное в период 1896-1898 годов в городе Ватра-Дорней (сегодня находящемся в жудеце Сучава) Румынии. Здание находится по адресу улица Республики, д. 5; между бальнеологическим парком и рекой Дорна.
Здание, называемое Казино Ванн или Центральный павильон Ванн, в течение долгого времени выполняло несколько функций: игорная зона, концертный зал и клуб для рабочих.
В настоящее время казино находится в полуразрушенном состоянии, здание закрыто для посещения.
Казино Ватра Дорней включено в Список исторических памятников жудеца Сучава, разработанный в 2004 году, под номером SV-II-m-A-05670.

## История
Разрешение строительства казино в Ватра Дорней было получено мэром города Василе Дьяк (1875—1902) от австрийского императора Франца Иосифа. Во время аудиенции мэр убедил монарха в необходимости построить казино для туристов, приезжающих на воды.
Земля, на которой строилось здание, находилась в муниципальной собственности и была покрыта лесами, которые пришлось вырубить. Часть денег на строительство казино была получена от благотворительных фондов, куда сам император Франц-Иосиф внес свой вклад, а другая часть была заимствована через один из австро-венгерских банков. Проект был выполнен венским архитектором Питером Полом Брангом. Работы начались в 1896 году и закончились в 1898 году. Здание казино было официально открыто 10 июля 1899 года.
Казино было построено в эклектичном стиле, с некоторыми нотами немецкого Возрождения. С архитектурной точки зрения оно напоминает казино Бадена. Внутри были три люстры из муранского стекла, сначала со свечами, замененные затем электрическими лампами.

## Работа казино

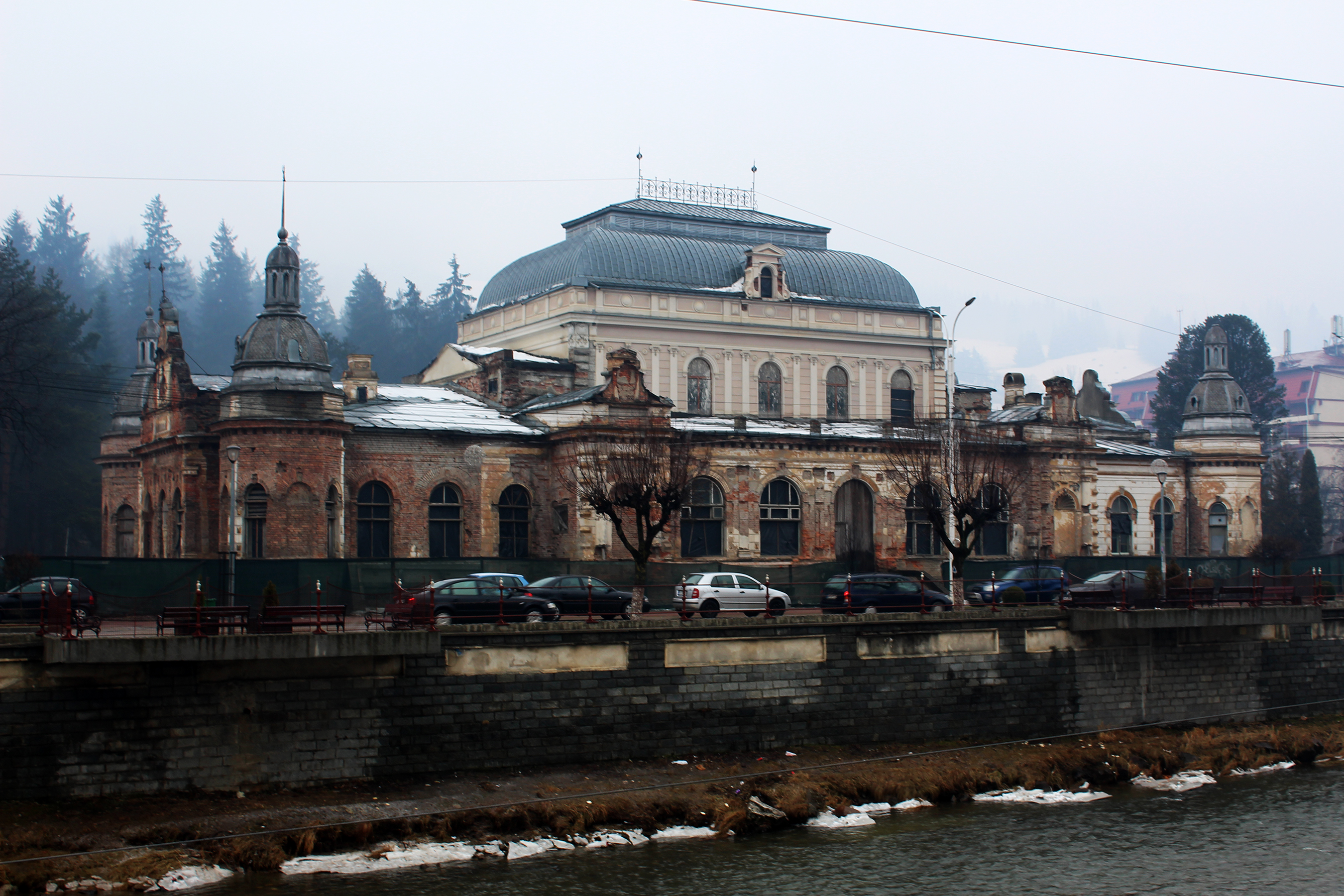
Вид на казино Ватра Дорней со стороны реки Дорна

В казино кроме игрового зала располагались театральный зал, библиотека, ресторан, кафе и прочие места общественного пользования. Среди тех, кто переступал порог казино в Ватра Дорней, были император Франц Иосиф, эрцгерцог австрийский Франц Фердинанд, Лучиан Блага, Николае Йорга, Корнелиу Зеля Кодряну, генерал Георге Арджешану, Никифор Крайник, Александру К. Куза, генерал Ион Антонеску, Эмиль Боднэраш, Еуджен Жебеляну, Михай Бенюк, Захария Станку, Георге Георгиу-Деж и Киву Стойка.
После объединения Буковины с Румынией в 1918 году, территория, на которой находилось казино, была включена в Церковный Фонд Буковины в счёт репараций, которые Австро-Венгрия должна была выплатить Румынии.
Начиная с 1936 года началась целая серия перестроек здания. Так, была изменена сцена для представлений в казино, а в 1937 году была открыта терраса с видом на бальнеологический парк и источник "Сентинела".
Во время Второй мировой войны здание казино было использовано немецкой армией в военных целях. Утром 29 сентября 1944 года во время вывода из Ватра Дорней последних единиц военной техники и армии, здание казино, а в особенности убранство, сильно пострадало. Начиная с весны 1945 года была проведена серия обновлений и ремонтных работ.
После установления коммунистического режима в Румынии казино национализировано и стало рабочим клубом и центром бальнеологического курорта. В этом здании проводились заседания партии и встречи профсоюзов, а позже и Национальный Шахматный чемпионат.

## Разрушение и попытки восстановления

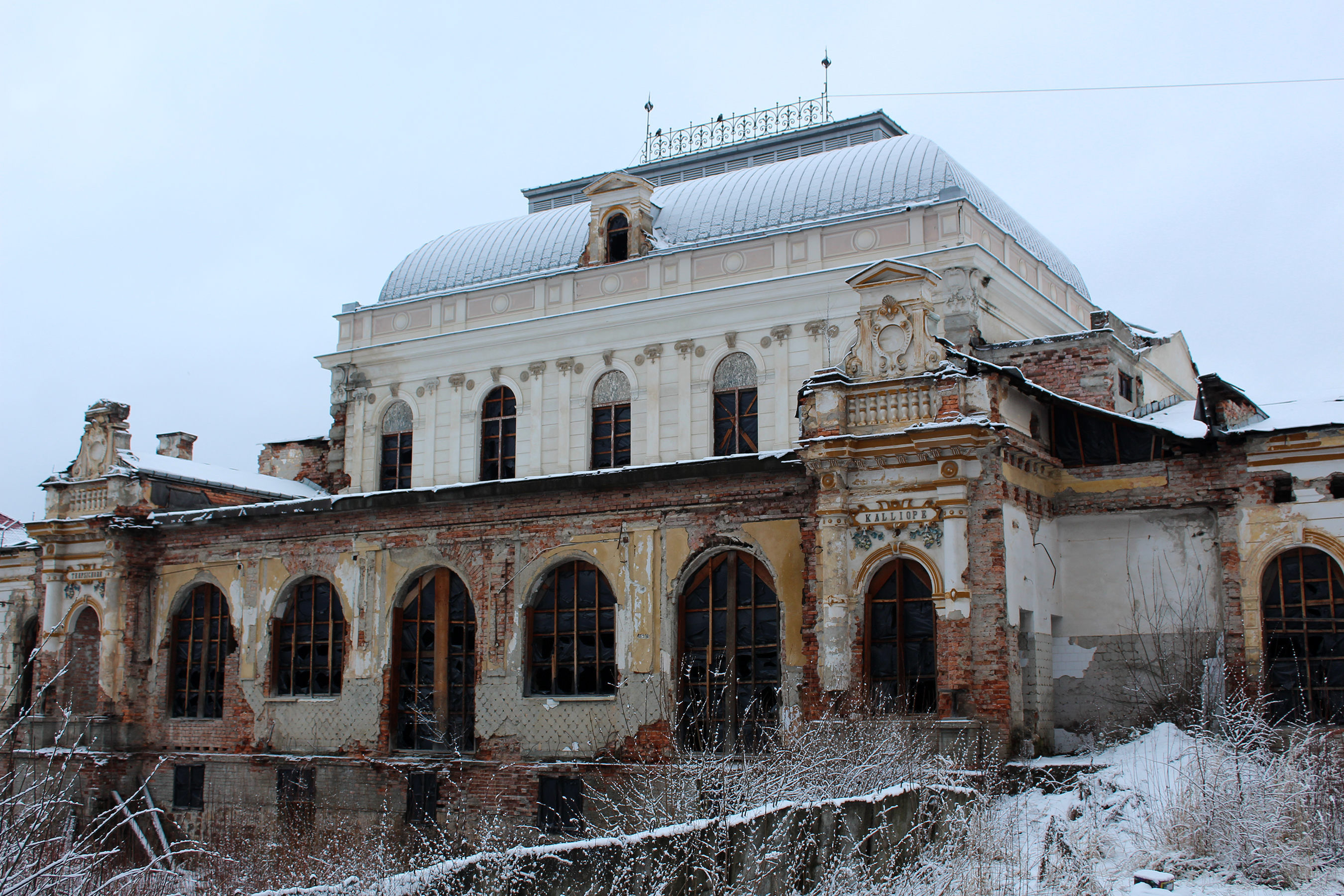
Вид на казино Ватра Дорней со стороны парка

В первой половине 1986 года начались работы по обновлению здания и перепланировке прилегающей территории, в результате которой улица,идущая вдоль фасада казино и проходящая параллельно реке Дорна, была преобразована в бульвар. Согласно заявлению Иоана Корнецки, мэра города Ватра Дорней (1986-1989), президент Николае Чаушеску подписал документ о реконструкции казино в 1987 году. Работы должны были быть проведены за три года силами армии и молодёжных организаций.
Декабрьская революция 1989 года стала причиной остановки ремонтных работ. За три месяца были украдены люстры, плиты каррарского мрамора, медные вазы, инкрустации кристаллами. Работы нельзя было больше продолжать из-за недостатка средств и череды смены собственников.
После 1990 года здание казино перешло к АО Дорна Туризм, а следом, по решению Правительства, к администрации местного Совета. Министерство культуры и национального наследия Румынии выделило местным властям средства на ремонт и реконструкцию здания. В 1998 году по инициативе мэра Иоана Морару местный муниципальный совет горда Ватра Дорней принял решение о создании Фонда "Казино Ватра Дорней", главной целью которого стал поиск финансовых ресурсов, необходимых для реставрации и восстановления казино.
В январе 2003 года Архиепископство Сучавы и Рэдэуць, от имени  Румынской православной церкви в Буковине, заявило о своих правах на здание казино. Казино Ватра Дорней, здание отделения больницы инфекционных заболеваний и еще несколько строений запрошены к возврату Архиепископством согласно Решению Правительства №437 от 14 октября 2004 года. Во время реституции здание казино было разрушено, а священник Михай Валика, который служит в прилегающей к зданию казино церкви Святой Троицы в Ватра Дорней, угрожал государственным властям подать иск о допущении разрушения здания.